# Корчёмкин, Юрий Ильич
Ю́рий Ильи́ч Корчёмкин (9 августа (27) июля 1915 г. Глазов, Вятская губерния, Российская империя — 2 февраля 1972, Челябинск-65, ныне Озёрск, СССР) — учёный-физик, профессор, педагог, один из советских атомщиков-первопроходцев.
Принимал участие в решении научных проблем, связанных с форсированием мощности ядерных реакторов и обеспечением ядерной безопасности.

## Биография

Семья Корчёмкиных. 1912 год.

Родился в семье аптекаря. Учился в Перми в школе №11. Окончив ФЗУ, работал в Перми слесарем.
В 1937 году с отличием окончил Молотовский (Пермский) университет по специальности "теоретическая физика". Был учеником известного физика П. Е. Степанова, ассистировал ему ещё в годы учёбы.
Ветеран Великой Отечественной войны: в 1941–1945 годах участвовал в боях на Западном, Центральном, Первом Украинском фронтах.
С 1946 года — ассистент кафедры теоретической физики Пермского университета. Был также избран секретарём физического научного семинара. В университете запомнился студентам как "интересный учёный". 
По возвращении из армии Юрий Ильич со всей энергией включился в работу кафедры физики. Ему было поручено чтение общих курсов физики для химиков и биологов. На своих лекциях все вопросы программы он освещал очень широко, на современном уровне и в тесной связи с другими науками и всевозможными практическими приложениями. Он также постоянно пользовался историческими материалами, так что слушатели получали понятие не только о современном состоянии, но и о возникновении и развитии представлений о физике.
В апреле 1948 года стал первым редактором только что созданной газеты "Пермский университет".
В 1948 году направлен в Челябинск-40 (ныне Озёрск) в качестве инженера-физика.
В 1953 году стал старшим научным сотрудником ЦЗЛ химического комбината Челябинска-40 (ныне ФГУП "ПО "Маяк"). В этот период руководил научной работой и подготовкой технических кадров.
Накопленный научный материал позволил ему первым на комбинате в 1954 году защитить кандидатскую диссертацию с присвоением ученой степени кандидата физико-математических наук; тему его диссертации утвердил лично И. В. Курчатов. Обладая большим запасом знаний, он принимал непосредственное участие в решении научных проблем, связанных с форсированием мощности ядерных реакторов и обеспечением ядерной безопасности..
Юрий Ильич Корчёмкин внес весьма существенный вклад в дело становления комбината. Он был одним из немногих специалистов, чьи расчеты промышленных реакторов позволили увеличить наработку специальной продукции, так необходимой в то время для нужд обороны страны.
Под его руководством и при непосредственном участии были выполнены расчеты параметров, при которых возникают ксеноновые колебания на реакторах комбината.
С 1961 года работал в отделении № 1 Московского инженерно-физического института: старший научный сотрудник по специальности «физика ядерных реактивов», с 1964 года — доцент кафедры физики; заведующий кафедрой математики, с 1968 года — профессор.
...теоретиков уровня Корчёмкина у нас до сих пор нет. И вряд ли будут. Он был крупнейший специалист в так называемых динамических, переходных процессах на реакторах. Независимо от западных ученых им выполнен ряд крупнейших разработок. Приоритет, правда, остался за ними, потому что их публикации появились раньше, но дело не в приоритетах. Главное, что его квалификация как физика-теоретика соответствовала мировому уровню.
Автор около 100 научных работ, давших значительный экономический эффект в ядерном производстве.

## Разное
- В совершенстве знал немецкий язык[1]; во время Великой Отечественной войны, кроме исполнения своих основных служебных обязанностей, был переводчиком[10]. Немецкий язык (помимо курсов физики) он даже преподавал после войны в Пермском университете[7].
- Много лет после войны ходил во фронтовой шинели.
- Был специалистом по применению номограмм.Во время войны имел большой опыт практического применения номограмм в артиллерии[8].
- По Челябинску-40 предпочитал передвигаться на коне[12].
- Получая неплохую зарплату, почти всю её перечислял в детский дом и местную воинскую часть[12], живя исключительно скромно[8].

## Награды
- Орден Ленина (1962).
- Орден Отечественной войны I степени (1945).
- Орден Трудового Красного Знамени (1949).
- Орден Красной Звезды (1944).
- Медаль «За боевые заслуги».
- Медаль «За оборону Москвы».
- Медаль «За взятие Берлина».
- Медаль «За освобождение Праги».
- Медаль «За победу над Германией в Великой Отечественной войне 1941–1945 годов».
- За успешную научную и преподавательскую деятельность неоднократно отмечался благодарностями и грамотами администрации г. Челябинск-40 и Минатома[10].